# Mabuhay Sunshine
 (octobre 2019).
Le Mabuhay Sunshine est un navire de croisière construit en 1982 par les chantiers Mitsubishi Heavy Industries de Shimonoseki, au Japon, pour la compagnie Oshima Unyu KK. Il assure, à partir de sa mise en service en 1983, des croisières sous le nom de Sunshine Funji. En 1995, il est revendu à un armateur philippin qui, après rénovation, le renomme Mabuday Sunshine et l’exploite sur des croisières jusqu’à la crise économique asiatique de 1997. Dès lors, le navire est désarmé à Lapu-Lapu et mis en vente, mais il ne trouve pas d’acquéreur.
Il finit par couler à son quai en janvier 2016. Renfloué en novembre de la même année, il est détruit dans le port de Cebu dans les mois suivants.

## Histoire

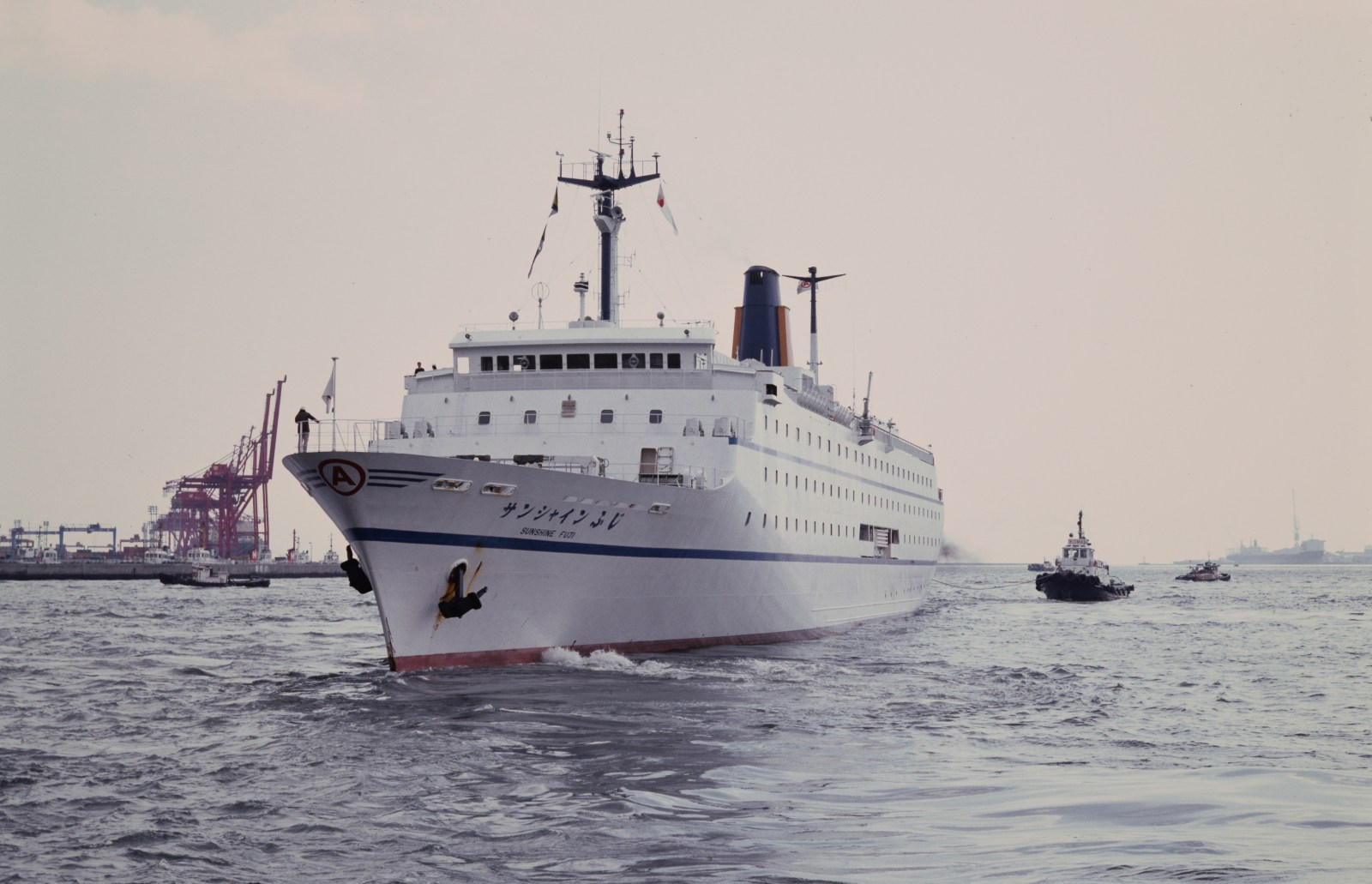
Le Sunshine Fuji à la sortie du port de Kobe le 26 mars 1987.

Le Mabuhay Sunshine est un navire de croisière construit en 1982 par les chantiers navals Mitsubishi Heavy Industries de Shimonoseki, au Japon, pour la compagnie japonaise Oshima Unyu KK,. Il est mis en service en octobre 1983 sous le nom de Sunshine Fuji et effectue des croisières au Japon.
En 1995, il est racheté par Victor Chiongbian, co-dirigeant de la société WG&A, et entièrement rénové à Cebu. Il reprend du service en assurant des croisières au large des Philippines sous le nom de Mabuhay Sunshine, et est exploité par une filiale de WG&A, Mabuhay Holiday Cruises. Toutefois, à partir de juillet 1997, une grave crise économique touche l’Asie, faisant chuter le nombre de croisiéristes, tandis que les coûts d’exploitation explosent. La compagnie est contrainte de cesser ses activités, et le paquebot est désarmé à Cebu, plus précisément dans le port de Lapu-Lapu, vers la fin de l’année 1997 ou le début de l’année 1998,. Il est alors mis en vente, mais ne trouve pas d’acquéreur.
En 2002, Victor Chiongbian quitte WG&A en vendant ses parts à la société Aboitiz Equity Ventures, mais il reste propriétaire du navire, qui continue d’être entretenu bien qu’il ne navigue plus. Au début de l’année 2006, un potentiel acquéreur taïwanais se montre intéressé pour le racheter, mais la vente ne se fait finalement pas,.
Le navire tombe ensuite dans l’oubli jusqu’au 7 janvier 2016, où il finit par sombrer à son quai après s’être dégradé pendant près de 20 ans,,. Renfloué à la fin de cette même année, il est détruit à Cebu dans les mois suivants.